# Yabba Dabba Doo!
Yabba Dabba Doo!, a volte riportato con grafie differenti come Yabba-Dabba-Dooo!, è il primo videogioco basato sul cartone animato Gli antenati, pubblicato nel 1986 per Amstrad CPC, Commodore 64 e ZX Spectrum. In questo titolo si controlla Fred Flintstone che, non ancora sposato con Wilma, per conquistarla deve costruire una casa di pietra nella città di Bedrock ancora agli albori.

## Modalità di gioco
Il gioco si svolge sul territorio piatto, desolato e roccioso dove è parzialmente costruita Bedrock, composto da circa 40 schermate fisse con visuale isometrica, collegate orizzontalmente o in profondità. Sebbene Fred possa muoversi in tutte le direzioni, per cambiare schermata in profondità non basta andare in su o in giù ma si usa l'insolito metodo di uscire in diagonale dai lati destro o sinistro dello schermo.
Per costruire la sua casa Fred deve trovare e raccogliere le pietre di forma adatta, trasportabili una alla volta, e portarle al sito di costruzione, mentre le altre pietre sono solo ostacoli da rimuovere e buttare in una discarica.
Terminati i muri della casa, sorge una nuova complicazione con il tetto. Per piazzare il tetto c'è bisogno di affittare un dinosauro-scala, e per pagare l'affitto bisogna guadagnare recandosi a lavorare alla cava.
I nemici da evitare sono tartarughe, dinosauri tra cui Dino, rocce rotolanti e pterodattili che sganciano pietre dall'alto. Fred ha due barre d'energia, una è quella vitale che si perde toccando i nemici, l'altra serve per correre. Fred normalmente cammina, ma quando vuole può correre più veloce, consumando questa energia.
Da qualche parte si può trovare anche l'automobile di Fred, che può essere utilizzata per spostarsi più velocemente senza fatica.
In alcuni luoghi è possibile anche incontrare Wilma, che ricarica l'energia di Fred per correre; un simbolo di cuore pulsa durante questi incontri, tanto più veloce quante sono le attuali possibilità per Fred di conquistarla. Per completare il gioco bisogna completare la casa e avere abbastanza incontri con Wilma da farla innamorare.